# سحابی پروانه
ان‌جی‌سی ۶۳۰۲ یا سحابی پروانه یا سحابی حشره یا کالدول ۶۹، نام یک سحابی سیاره‌نمای دوقطبی است که در صورت فلکی کژدم واقع شده‌است. ساختار این سحابی، یکی از پیچیده‌ترین ساختارهایی است که در سحابی‌های سیاره‌نما مشاهده شده‌است. طیف نوری سحابی پروانه، نشان می‌دهد که ستاره مرکزی آن یکی از داغ‌ترین ستاره‌ها در کهکشان است؛ آن چنان که دمای سطح آن بالای ۲۰۰٫۰۰۰ درجه کلوین بوده که بیانگر این است که اندازه این ستاره باید بسیار بزرگ باشد.
این ستاره مرکزی یک کوتوله سفید بوده و اخیراً با استفاده از دوربین ارتقاء یافته «میدان عریض» نصب شده بر تلسکوپ فضایی هابل کشف شده‌است. ستاره ذکر شده در حال حاضر دارای جرمی حدود ۰٫۶۴ جرم خورشید بوده و توسط یک صفحه استوایی متراکم منحصربه‌فرد تشکیل شده از گاز و غبار، احاطه شده‌است. احتمالاً این صفحه متراکم باعث برون‌ریزی ستاره برای تشکیل ساختار دوقطبی، همانند ساعت شنی شده‌است. این ساختار دوقطبی، ویژگی‌های جالب فراوانی را نشان می‌دهد که در این سحابی سیاره‌نما دیده می‌شود؛ از جمله دیواره‌های یونیزاسیون، گره‌ها و لبه‌های تیز.